# Weißer Wau
Der Weiße Wau (Reseda alba), auch Weiße Resede genannt, ist eine Pflanzenart aus der Gattung Reseda innerhalb der Familie der Resedagewächse (Resedaceae).

## Beschreibung

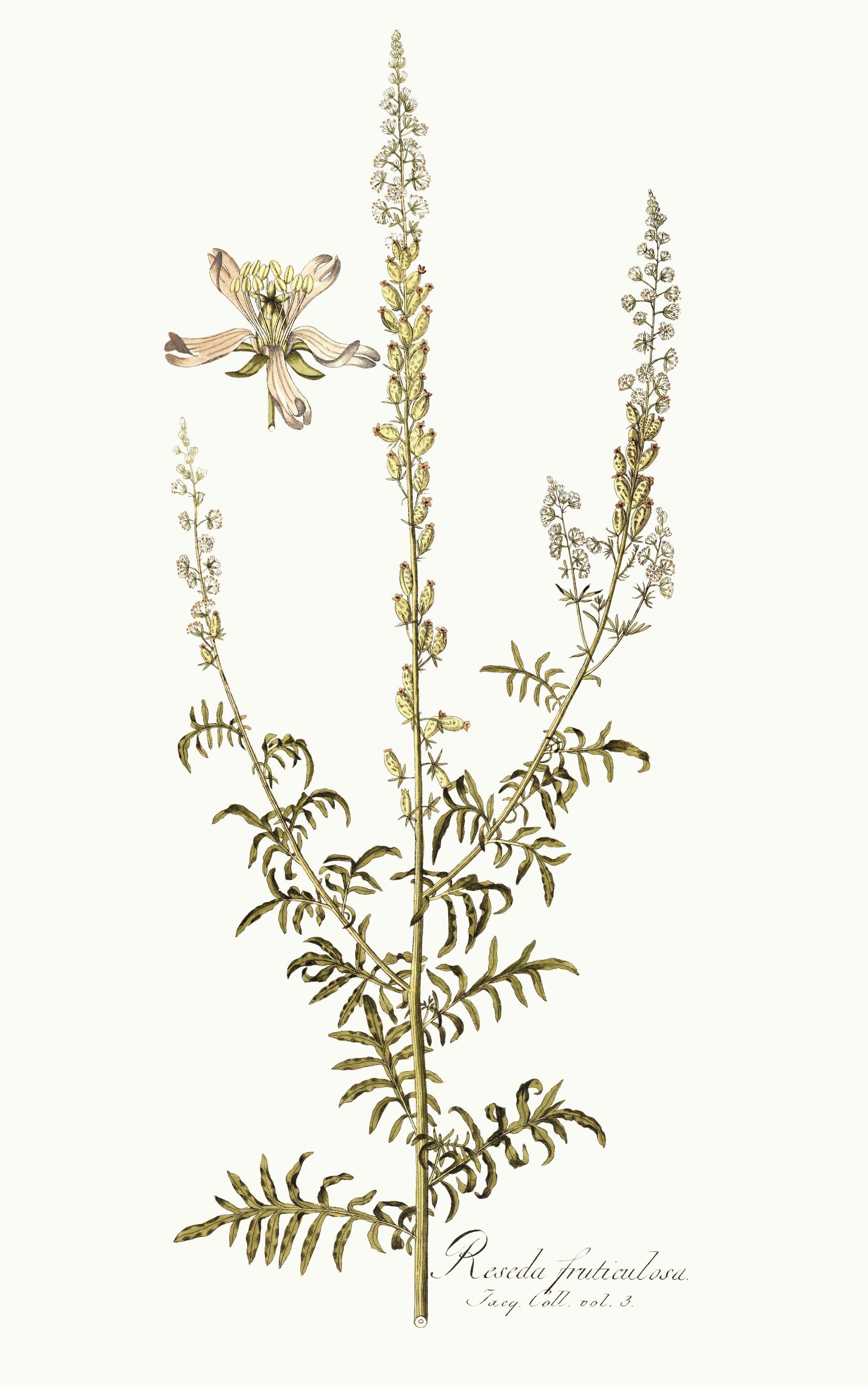
Illustration aus Icones plantarum rariorum, Volume 3, Tafel 474

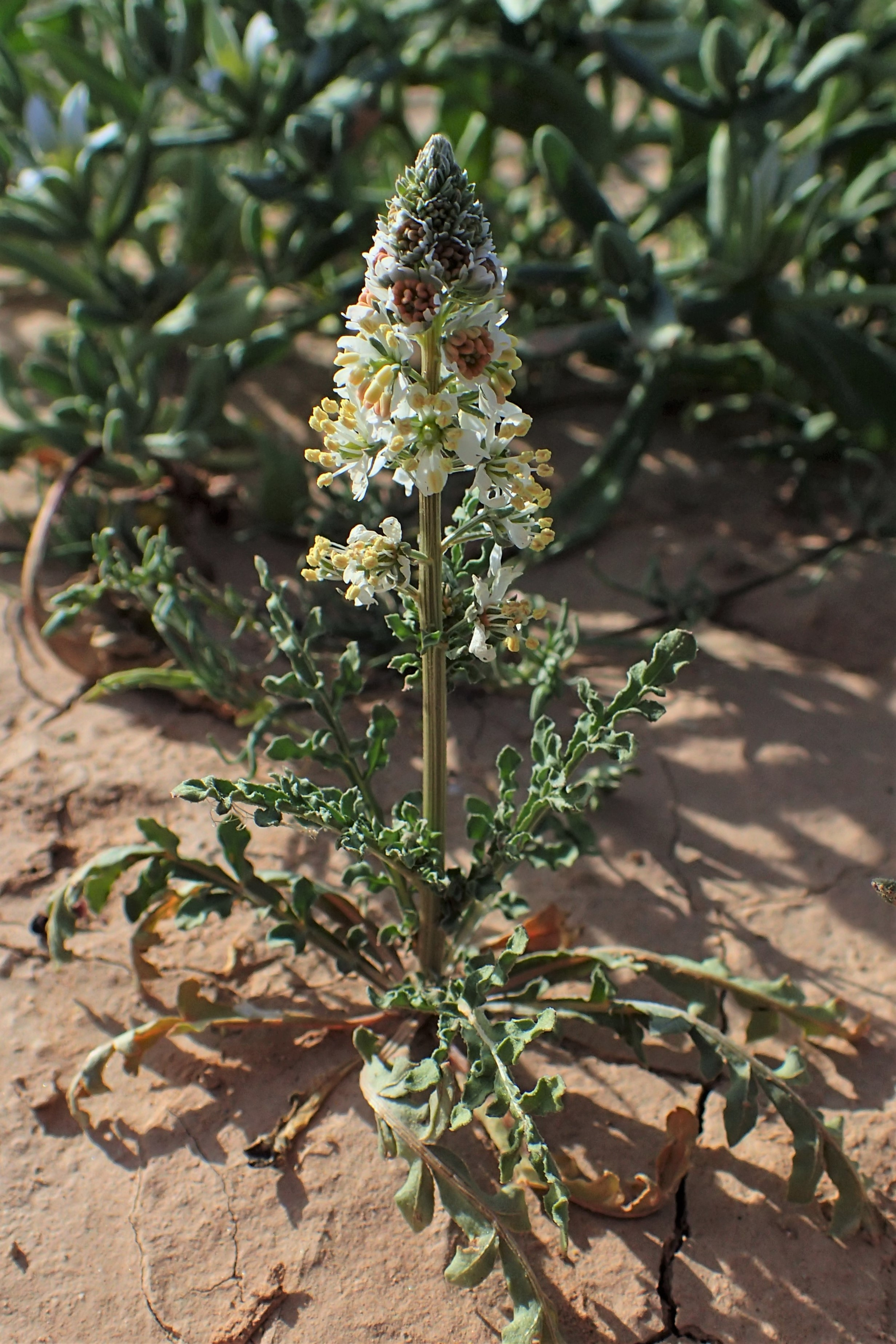
Habitus

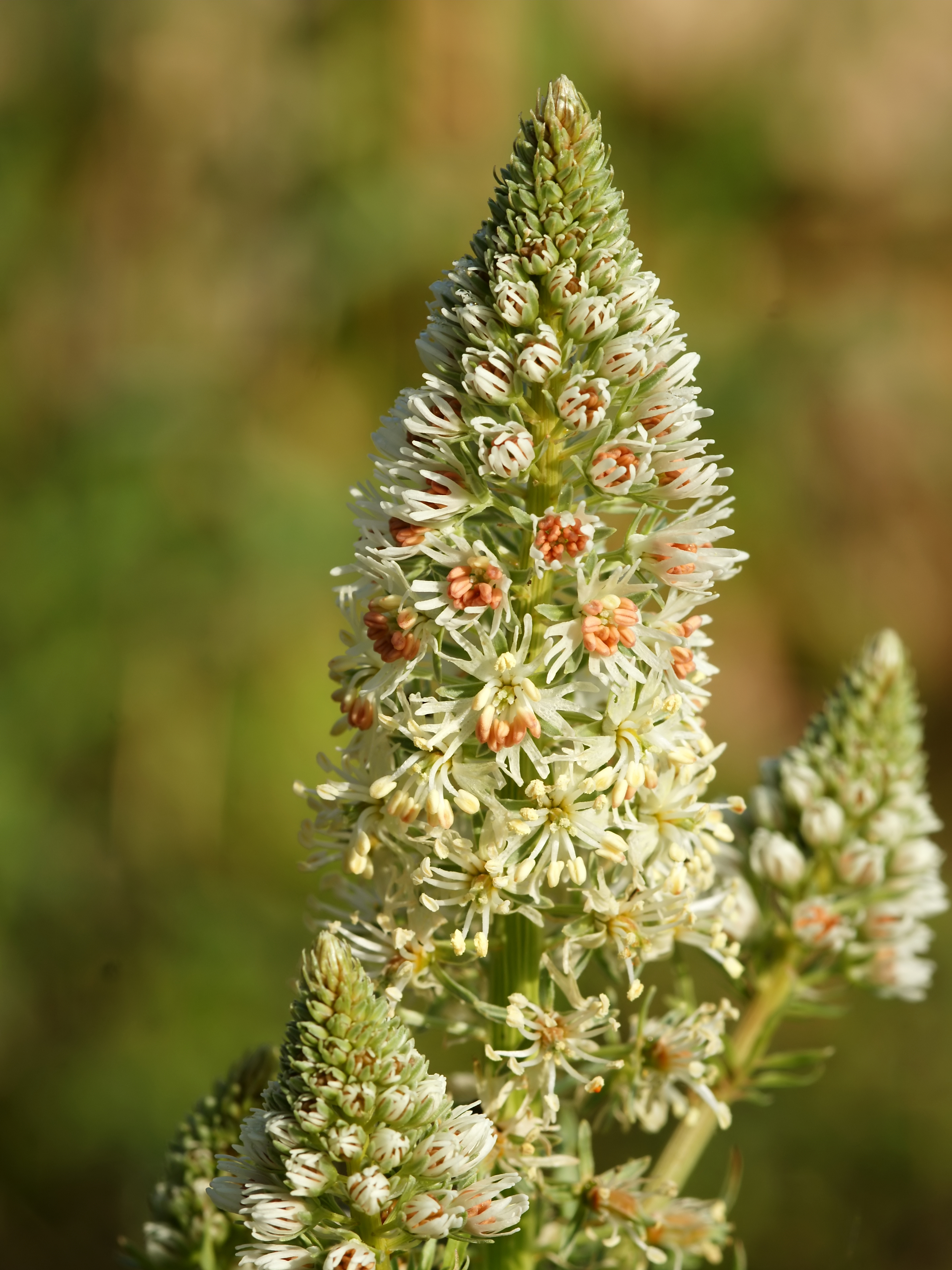
Blütenstand

### Vegetative Merkmale
Der Weiße Wau ist eine ein-, zweijährige oder ausdauernde krautige Pflanze, die Wuchshöhen von 30 bis 90 Zentimetern erreicht. Die rippigen, kahlen Stängel sind aufrecht und meist verzweigt.
Die wechselständig am gesamten Stängel bis unter den Blütenstand angeordneten Laubblätter sind im oberen Stängelbereich kürzer. Die kahle und graugrüne Blattspreite ist bei einer Länge von 3 bis 15 Zentimetern sowie einer Breite von 3 bis 5 Zentimetern im Umriss eiförmig bis eiförmig-länglich mit meist sich verschmälernder Spreitenbasis und kammartig fiederschnittig, mit 4 bis 15 schmalen Blattabschnitten an jeder Seite. Die Blattabschnitte sind lineal-lanzettlich.

### Generative Merkmale
Die Blütezeit reicht im Mittelmeerraum von April bis September. In einem endständigen, pyramidalen, 20 bis 40 Zentimeter langen und traubigen Blütenstand sind viele Blüten dicht angeordnet. Die haltbaren Tragblätter sind bei einer Länge von 3 bis 3,5 Millimetern lanzettlich-linealisch. Der Blütenstiel ist 2 bis 8 Millimeter lang.
Die zwittrigen und kurz gestielten, kleinen Blüten sind meist fünfzählig, seltener sechszählig mit doppelter Blütenhülle. Die Kronblätter sind länger als die Kelchblätter. Die fünf oder selten sechs haltbaren Kelchblätter sind schmal eilanzettlich oder bei einer Länge von 2 bis 2,5 Millimetern lanzettlich-linealisch. Die fünf oder selten sechs weißen, genagelten Kronblätter sind bei einer Länge von selten 3,5 bis, meist 4 bis 6 Millimetern schmal verkehrt-eiförmig. Die oberen Kronblätter sind mehr oder weniger tief in drei schmale Zipfel zerteilt. Die 10 bis 14 Staubblätter sind im unteren Teil ringförmig verwachsen. Die haltbaren, kahlen Staubfäden sind mit einer Länge von 2 bis 3,5 Millimetern relativ kurz. Die Staubbeutel sind 1 bis 2 Millimeter lang. Es ist ein intrastaminaler Nektardiskus vorhanden. Vier Fruchtblätter sind zu einem kurz gestielten, oberständigen und kahlen, gerippten Fruchtknoten verwachsen. Es sind vier kurze Griffel vorhanden.
Die aufrechte, bei einer Länge von 8 bis 14 Millimetern sowie einem Durchmesser von 4 bis 6 Millimetern relativ kleine und meist kahle Kapselfrucht, mit beständigem Kelch und Staubblattresten, ist zylindrisch, länglich-eiförmig oder -elliptisch und vierkantig, Sie ist oben vierzähnig, mit einem kleinen „Krönchen“ (Griffel und Narben). Die mit einem Durchmesser von 1 bis 1,3 Millimetern sehr kleinen Samen sind nierenförmig und feinwärzlich oder fein skulptiert.
Die Chromosomenzahl beträgt 2n = 40.

## Vorkommen
Der Weiße Wau kommt ursprünglich vom Mittelmeerraum bis zum Iran und von Marokko bis Eritrea und zur Arabischen Halbinsel vor. In weiten Teilen Nordamerikas, in Südamerika, Australien und im südlichen Afrika ist Reseda alba ein Neophyt.
Der Weiße Wau gedeiht an Wegrändern und auf Ruderalflächen, besonders auf Sand.

## Systematik
Die Erstveröffentlichung von Reseda alba erfolgte 1753 durch Carl von Linné in Species Plantarum, Tomus I, S. 449.
Je nach Autor gibt es von Reseda alba mehrere Unterarten:
- Reseda alba L. subsp. alba
- Reseda alba subsp. decursiva (Forssk.) Maire (Syn.: Reseda decursiva Forssk.): Sie kommt von Nordafrika bis zur Arabischen Halbinsel und bis zum Iran vor.[6]
- Reseda alba subsp. hookeri (Guss.) Arcang. (Syn.: Reseda hookeri Guss.): Sie kommt in Algerien, Spanien, Frankreich, Italien, Sizilien, Malta, Griechenland, Kreta und in Israel vor.[8]
- Reseda alba subsp. myriosperma (Murb.) Maire (Syn.: Reseda myriosperma Murb.): Sie kommt nur in Marokko vor.[8]

## Nutzung
Die Weiße Resede ist seit etwa 1561 als Zierpflanze in Kultur.